# اتحاد توفالو لكرة القدم
تأسس اتحاد جزر توفالو لكرة القدم (بالإنجليزية: Tuvalu Islands Football Association)‏ في عام 1979م وانضم إلى اتحاد أوقيانوسيا لكرة القدم في 2006م كعضو مشارك.